# Bedford-Downs-Massaker
Das Bedford-Downs-Massaker fand 1924 südlich von Wyndham in Western Australia in den Kimberleys, nahe der Viehzuchtstation von Bedford Downs, statt, die westlich des Turkey Creek liegt. 

## Geschehnis
Einige Aborigines vom Stamme der Kija erlegten ein Rind, um ihren Hunger zu stillen. Sie wurden gefangen genommen und ins Gefängnis verbracht. Nach ihrer Entlassung mussten sie zu Fuß die 200 Kilometer zurück zur Viehzuchtstation Bedford Downs laufen. Auf dem Weg hatten sie Holz für die spätere Verbrennung ihrer Leichen zu schlagen. Nach dieser Arbeit wurde ihnen Essen auf Befehl des Eigentümers der Viehzuchtstation vorgesetzt, das mit Strychnin vergiftet war. Die Leichen wurden anschließend verbrannt. Dass das Massaker stattfand, wurde von Rod Moran bezweifelt, da er keine Beweise dafür finden konnte. Fehlende Belege sind aufgrund vieler historischer Faktoren keineswegs verwunderlich, da die Aborigines ihre Erlebnisse nicht niederschrieben, die Geschehnisse weit in die Vergangenheit zurückreichen und sie teilweise nur mündlich oder auf Bildwerken überliefert sind.

## Bedford-Downs-Massaker in der Kunst
Das Bedford-Downs-Massaker wurde von den Aborigines-Malern Paddy Bedford und Rover Thomas und seiner Frau Queenie McKenzie, ebenso eine erfolgreiche Malerin, dargestellt. Die Malereien über die Massaker an Aborigines sind Teil der Serie „Killing Times“ von Rover mit den Bildern „Bedford Downs“ (1985) und „Mistake Creek“ (1990). Seine Frau Queenie malte ein Bild, das sie Massacre and Rover Thomas Story - Texas Downs Country, nannte.
Paddy Bedford führte zu diesem Massaker aus: My mother, my father, my uncles, they are all gone. [...] That's why I come to painting, for their stories. (Deutsch: Meine Mutter, mein Vater, meine Onkels, alle sind gegangen. [...] Deshalb kam ich zur Malerei, zu ihrer Geschichte.)
Auf dem International Arts Festival in Perth fand im Jahre 2002 die Weltpremiere von der Theateraufführung von Fire, Fire Burning Bright statt, die das Bedford-Dows-Massaker als Thema aufnimmt.